# Gilberto Machado
Gilberto Machado, vollständiger Name Gilberto Sandalio Machado Gómez, (* 20. Jahrhundert) ist ein ehemaliger uruguayischer Fußballspieler.

## Karriere

### Verein
Abwehrspieler Machado stand mindestens 1964 in Reihen Nacional Montevideos. 1966 spielte er mit Liverpool Montevideo in der Segunda División (B) und stieg zur Spielzeit 1967 mit der von Eugenio Galvalissi  trainierten Mannschaft in die Primera División auf.
1973 wechselte er zunächst für drei Monate zum argentinischen Club Cipolletti, blieb dort allerdings schließlich bis 1978. In jenem Jahr wechselte er zu Independiente de Neuquén, für die er mehrere Spielzeiten absolvierte. Die Quellenlage ist insoweit widersprüchlich, da in den Jahren 1976 und 1979 auch Einsätze Machados für Nacional in der Copa Libertadores verzeichnet sind. Auch wird er in anderen Quellen von 1976 bis 1979 in Reihen Nacionals geführt.
Als weitere Karrierestation ist Deportivo Morón verzeichnet.

### Nationalmannschaft
Machado zählte zum Aufgebot der „Celeste“ bei den Panamerikanischen Spielen 1963. Er wurde mit der uruguayischen Juniorenauswahl bei der Junioren-Südamerikameisterschaft des Jahres 1964 Südamerikameister. Trainer Juan Carlos Ranzone setzte ihn dabei in fünf Turnierbegegnungen ein. Ein Tor erzielte er nicht.

### Erfolge
- Junioren-Südamerikameister: 1964

## Nach der Karriere
Nach seiner aktiven sportlichen Laufbahn wirkte Machado als Trainer im Amateurbereich. Im Jahr 2013 ist er seit 19 Jahren im Universitätssport in Argentinien tätig.